# Halifax (Australia)
Halifax – miasto w Australii, w stanie Queensland.